# 可轉換有價證券
可轉換有價證券是一種特別的固定收益有價證券（债券或是特別股），他的特性是投資人可以將其轉換為特定股數的普通股。可轉換公司債和可轉換特別股提供債券或特別股的固定收益，並提供普通股價格上漲的（資本利得）可能性。